# Dagmar Nordenfeldt
Dagmar Nordenfeldt, född 31 januari 1908 i Karlskoga, Värmlands län, död 31 juli 1991 i Sofia församling, Stockholm, var en svensk kompositör, konsertpianist och pedagog.

## Biografi
Dagmar Nordenfeldt föddes 31 januari 1908 på Bofors i Karlskoga. Hon var dotter till kaptenen Henrik Nordenfeldt och Elsa Bohnstedt. 1914 flyttade familjen till Björneborg i Visnum. 1926 flyttade familjen tillbaka till Karlskoga.
Nordenfeldt gav sin debutkonsert som pianist 1932 i Lilla salen på Konserthuset Stockholm. Hon framförde där Toccata och fuga d-moll av Bach, variationer av Haydn, Mazurka av Chopin, Etyder av Skrjabin och sin egenkomponerade Pianosonat i A-dur. På konserten medverkade även sångerskan Marianne Mörner. De framförde Nordenfeldts komponerade sånger Nordisk vår, Är det du? och Fontänernas sorl.
1936 flyttade hon tillsammans med sina föräldrar till Engelbrekts församling i Stockholm. Nordenfeldt började senast 1940 att arbeta på Lundholms Musikinstitut i Stockholm.
Hon gifte sig 20 maj 1946 med direktör Nils Kindahl. De skilde sig 3 april 1951. 

## Musikverk

### Piano
- I Nordanskog (Dans le forêts du nord). Utgiven 1931 på Nordiska musikförlaget.[13]

- Isola Madre, en sovande ön. Utgiven 1931 på Nordiska musikförlaget.[14]

- Vaggvisa (Petite berceuse). Utgiven 1931 på Nordiska musikförlaget.[15]

- Pianosonat i A-dur.[8]

### Sång och piano
- Nordisk vår (Nordisches Frühjahr) "Alla mina luftslott ha smultit som snö". Text av Edith Södergran. Utgiven 1932 på Nordiska musikförlaget.[16]

- Är det du (Ja, Du kamst) "Är det du, är det du allra käraste min". Text av Harriet Löwenhjelm. Utgiven 1932 på Nordiska musikförlaget.[17]

- Kvinnobön "Förr bad jag för dig, som var hela min lycka". Text av Berit Spong.[18]

- Det skiner en sol "Det skiner en sol och det blåser en vind på slätten där jag går". Text av Harriet Löwenhjelm.[19]

- Fontänernas sorl. Text av Anders Österling.[8]